# Caridina apodosis
Caridina apodosis е вид десетоного от семейство Atyidae. Видът е критично застрашен от изчезване.

## Разпространение
Разпространен е в Хонконг.